# ニック・ウィンター
ニック・ウィンター（Anthony William "Nick" Winter、1894年8月25日 - 1955年5月6日または5月7日）は、オーストラリアの男子陸上競技選手である。彼は1924年に開催されたパリオリンピックの三段跳で金メダルを獲得した。

## 経歴
ニック・ウィンターは1894年に、ニューサウスウェールズ州の小村ブロックレスビーで生まれた。地元の公立学校で教育を受けた後、1915年7月31日にオーストラリア軍に入隊して、1919年までの間にエジプトやフランスなどに駐留していた。後に帰国して、ニューサウスウェールズ州で消防士として働いた。彼はスポーツ万能の人物で、陸上競技のほかにもクリケットやテニス、ゴルフ、レスリングなどに取り組んでいるが、とりわけ三段跳に才能を発揮していた。1919年12月の競技会では、当時のオーストララシア新記録に当たる14メートル50センチを記録し、1924年には15メートル15センチと記録を伸ばしている。
パリオリンピックの三段跳競技は、12カ国から20人の選手が出場して1924年7月12日に開催された。ウィンターは予選2組で15メートル18センチの記録で1位となり、全体でも15メートル42.5センチのオリンピック新記録を出したアルゼンチン代表のルイス・ブルネットに続く2位の位置につけて同日の決勝に進んだ。決勝では、世界新記録となる15メートル52.5センチを記録してブルネットらを抑えて金メダルを獲得した。
ウィンターの陸上選手としての全盛期は、ちょうどこのパリオリンピックの時期にあたっていた。4年後の1928年アムステルダムオリンピックでも三段跳に出場したが、自分の記録に遠く及ばない14メートル15センチの記録しか出せず予選落ちした。これは練習中に左脚膝関節を負傷し、その傷が癒えぬまま出場せざるを得なかったことと、踏み切りが合わなかったことが原因で、競技前から「自分には勝算はないが、自分が出ないとチームの士気に関わるので出る」と語っていた。ちなみにこの大会で織田幹雄が、日本人初のオリンピック金メダルを獲得している。1930年のオーストラリア国内選手権で優勝したウィンターの記録は、14メートル40センチだった。1932年には同選手権で2位となって、間もなく現役を退いた。
彼は1927年12月に消防士の職を退いてビリヤードサロンを開き、後には事務員として働くようになった。死に至るまでの数年間にわたって大酒を飲むようになっていた彼は、自宅で一酸化炭素中毒により死亡しているのを発見された。検死の結果、死亡日は1955年5月6日頃と推定されている。
なお、ウィンターは1931年10月27日まで、三段跳の世界記録保持者であった。